# Departamento de Concepción (Misiones)
Concepción es un departamento ubicado en el suroeste de la provincia de Misiones, Argentina.
Limita con los departamentos de Leandro N. Alem, San Javier, Apóstoles y la República Federativa del Brasil.
El departamento tiene una superficie de 752 km², equivalente al 2,5% del total de la provincia.

## Población
Su población fue de 10 348 habitantes, según el censo 2022 (INDEC) frente a los 9577 habitantes (Indec,2010) del censo anterior, lo que representó un incremento del 8,1% menor al crecimiento provincial que fue del 16,1%.Estos datos le valieron tener la tercer menor tasa de crecimiento poblacional, la menor población y segunda menor densidad poblacional de la provincia.